# Pinstripe Bowl 2021
Match précédent Match suivant
Le Pinstripe Bowl 2021 est un match de football américain de niveau universitaire joué après la saison régulière de 2021, le 29 décembre 2021 au Yankee Stadium situé à Bronx dans l'État de New York aux États-Unis. 
Il s'agit de la 11e édition du Pinstripe Bowl.
Le match met en présence l'équipe des Terrapins du Maryland issue de la Big Ten Conference et l'équipe des Hokies de Virginia Tech issue de la Atlantic Coast Conference.
Il débute à 14 h 15 locales (20h15 en France) et est retransmis à la télévision par ESPN.
Sponsorisé par la société New Era Cap Company, le match est officiellement dénommé le 2021 New Era Cap Company Pinstripe Bowl. 
Maryland gagne le match sur le score de 54 à 10. 

## Présentation du match
Il s'agit de la 32e rencontre entre les deux équipes, les Terrapins menant la série avec 16 victoires pour 15 aux Hokies.
| Équipes | Conférences | Entraîneurs                    | Stats. saison rég. | Classements avant le bowl | Classements avant le bowl | Classements avant le bowl |
| --- | ----------- | ------------------------------ | ------------------ | ------------------------- | ------------------------- | ------------------------- |
| Équipes | Conférences | Entraîneurs                    | Stats. saison rég. | CFP                       | AP                        | Coaches                   |
| Terrapins du Maryland                                                                                       | B10         | Mike Locksley (en) (3e saison) | 6-6                | NC                        | NC                        | NC                        |
| Hokies de Virginia Tech                                                                                     | ACC         | J. C. Price (en) (intérim)     | 6-6                | NC                        | NC                        | NC                        |
| - Arbitre : Mike McCabe (Pac-12) ; - Équipe donnée favorite par les bookmakers : Virginia Tech par 1 point. |             |                                |                    |                           |                           |                           |

### Terrapins du Maryland
Avec un bilan global en saison régulière de 6 victoires et 6 défaites (3-6 en matchs de conférence), Maryland est éligible et accepte l'invitation pour participer au Pinstripe Bowl de 2021.
Ils terminent 5e de la Division Est de la Big Ten Conference derrière #2 Michigan, #6 Ohio State, #10 Michigan State et Penn State.
À l'issue de la saison 2021, ils n'apparaissent pas dans les classements CFP, AP et Coaches.
Il s'agit de leur première apparition au Pinstripe Bowl.
| Logo     | Postes            | Joueurs                                         | Statistiques                                                       |
| -------- | ----------------- | ----------------------------------------------- | ------------------------------------------------------------------ |
|          | Quarterback       | Taulia Tagovailoa                               | 308/450 passes réussies pour 3 595 yards, 24 TDs, 11 interceptions |
| Coureur  | Tayon Fleet-Davis | 120 courses pour 664 yards nets gagnés et 8 TDs |                                                                    |
| Receveur | Rakim Jarrett     | 56 réceptions pour 769 yards et 5 TDs           |                                                                    |

### Hokies de Virginia Tech
Avec un bilan global en saison régulière de 6 victoires et 6 défaites (4-4 en matchs de conférence), Virginia Tech est éligible et accepte l'invitation pour participer au Pinstripe Bowl de 2021.
Ils terminent 3e de la Division Coastal de l'Atlantic Coast Conference derrière #10 Pittsburgh et Miami (FL).
À l'issue de la saison 2021, ils n'apparaissent pas dans les classements CFP, AP et Coaches.
Il s'agit de leur première apparition au Pinstripe Bowl.
| Logo     | Postes            | Joueurs                                         | Statistiques                                                      |
| -------- | ----------------- | ----------------------------------------------- | ----------------------------------------------------------------- |
|          | Quarterback       | Braxton Burmeister                              | 142/255 passes réussies pour 1 960 yards, 14 TDs, 4 interceptions |
| Coureur  | Raheem Blackshear | 121 courses pour 714 yards nets gagnés et 6 TDs |                                                                   |
| Receveur | Tre Turner        | 40 réceptions pour 675 yards et 3 TDs           |                                                                   |